# Zdeněk Masařík
Zdeněk Masařík (23. března 1928 Nemotice – 19. října 2016 Brno) byl český germanista, čestný předseda Svazu germanistů České republiky a dlouholetý vedoucí Ústavu germanistiky, nordistiky a nederlandistiky na Filozofické fakultě Masarykovy univerzity. Je nositelem německého vyznamenání bratří Grimmů.

## Odborné vzdělání a zaměstnání
- 1953 – vystudoval němčinu, ruštinu a hudební výchovu na FF a PedF Masarykovy univerzity[1]
- 1965 – habilitace „Die Sprache der Brünner deutschen Urkunden“
- 1966 – docent
- 1985 – DrSc. na Humboldtově universitě v Berlíně
- 1986 – profesor germánské filologie